# Géza Maróczy
Géza Maróczy (Szeged, Hungría, 3 de marzo de 1870 – Budapest, 29 de mayo de 1951) fue un maestro húngaro de ajedrez y uno de los mejores jugadores del mundo de su época. Fue también ingeniero.

## Biografía

### Primeros años
Géza Maróczy ganó el torneo de buena importancia de Hastings 1895, y durante los siguientes diez años se hizo acreedor a los premios mayores de varias competencias internacionales. En 1906 convino los términos para un encuentro por el Campeonato del Mundo de Ajedrez con Emanuel Lasker, pero varios problemas políticos internos de Cuba (donde iba a realizarse el encuentro) obligaron a cancelar los preparativos.

### Retiro y regreso
Después de 1908, Maróczy se retiró temporalmente del ajedrez para dedicar más tiempo a su profesión como profesor de matemática.
Al finalizar la Primera Guerra Mundial, realizó una serie de partidas a manera de regreso, con cierto éxito. El hoy llamado lazo de Maróczy (peones en c4 y e4 contra la defensa siciliana) lleva su nombre. 
Tiempo después, al final del año 1927, demolió al entonces campeón de Hungría, Géza Nagy, en una partida que finalizó (+5 -0 =3).

## Estilo
Su estilo ajedrecístico, aunque sólido, era muy defensivo en su naturaleza. Sus defensas acertadas del gambito danés contra Jacques Mieses, y Karl Helling, que involucraron un estudioso regreso del material sacrificado para lograr creciente ventaja, fueron utilizadas como modelos del juego defensivo por Max Euwe en su volumen sobre el medio-juego. Aron Nimzowitsch en su obra Mi sistema usó el triunfo de Maróczy contra Hugo Süchting (Barmen 1905) como modelo de refreno del oponente previo a la irrupción ofensiva.
Su manejo de la dama en el final de juego también era muy respetable, como quedó patente en la partida contra Frank Marshall (Karlsbad 1907), donde demostró su superioridad en el uso de esta pieza.
También podía jugar ajedrez espectacular, como ilustró en un encuentro memorable contra el ofensivo David Janowski (Múnich 1900).
Una de sus creaciones, la mencionada Formación Maróczy, es una disposición en la que las piezas blancas pueden adoptar contra algunas variantes de la defensa siciliana. Colocando peones en e4 y c4, las blancas reducen levemente sus perspectivas de ataque pero como contrapartida se inhibe fuertemente el contrajuego de las negras.

## Valoración de su carrera
Maróczy consiguió buenas puntuaciones contra los mejores ajedrecistas de su tiempo. Sin embargo los campeones del mundo le llevaron la delantera: Wilhelm Steinitz, +1 -2 =1; Emanuel Lasker +0 -4 =2; José Raúl Capablanca +0 -3 =5 y Alexander Alekhine +0 -6 =5; a excepción de Max Euwe, a quién batió +4 -3 =15. Pero el estilo defensivo de Maróczy era a menudo más que suficiente para batir a jugadores agresivos como por ejemplo Joseph Henry Blackburne, +5 -0 =3; Mijaíl Chigorin +6 -4 =7, Frank Marshall, +11 -6 =8; David Janowski, +10 -5 =5; Efim Bogoljubov, +7 -4 =4 y Frederick Yates, +8 -0 =1.
Capablanca tenía a Maróczy en alta estima. En una conferencia dada a comienzos de los años 40, se refirió al húngaro como "muy caballeroso y correcto" y "una figura amable"; elogió la Formación Maróczy como una contribución importante a la teoría de la apertura, lo acreditó como un "buen profesor" quién ayudó mucho a que Vera Menchik alcanzara el tope del ranking de ajedrez femenino; y "uno de los maestros más grandes de su tiempo". También escribió de él:

"Como ajedrecista carecía un poco en imaginación y espíritu agresivo. Su juicio posicional —cualidad substancial en un maestro— era excelente. Jugador muy preciso y un excelso artista en el fin de juego, se convirtió en un experto en finales con damas. En un torneo muchos años atrás ganó un final de caballos contra el maestro vienés (Georg) Marco que ha pasado a la Historia como uno de los finales clásicos en esta especialidad. (...)

Respecto a la comparación de Maróczy con los mejores jugadores jóvenes de hoy, mi opinión es que, con excepción de (Mikhail) Botvinnik y (Paul) Keres, Maróczy en su tiempo era superior a todos los actuales. Si se aprecia que en 1900 Maróczy era uno de los mejores ajedrecistas del mundo, y que treinta años después todavía es capaz de obtener ante el campeón de Hungría un contundente triunfo (véase aquí), debe convenirse en que para compararlo con otro jugador se deberá buscar alguno con una performance similar durante un período semejante".

La partida contra Marco fue llamada Marco Polo.